# La reina Margot (película)
La reina Margot  (título original en francés:  La reine Margot ) es una película de drama-histórico de 1994, coproducida por Francia, Alemania e Italia y dirigida por Patrice Chéreau. Se basa en la novela histórica homónima de 1845 escrita por Alejandro Dumas y adaptada por Daniele Thompson, que describe los acontecimientos posteriores a la matanza de San Bartolomé de 1572 en el siglo XVI en Francia. La película, a pesar de tomar como eje las consecuencias que tuvo esta fatídica noche, también explora las tensiones en la corona ante el débil reinado de Carlos IX y la influencia de su madre Catalina de Médici sobre él. Aunque se duda mucho de la versión histórica que toma Dumas en ciertos aspectos, como el enorme papel relevante de La Môle o incluso el sobrenombre de Margot, lo cierto es que ‘La reina Margot’ ha quedado para la posteridad como el archivo cinematográfico definitivo de aquella época.
El reparto estuvo conformado por estrellas del cine francés y también por artistas internacionales: Isabelle Adjani como Margarita de Valois, Daniel Auteuil como Enrique IV de Francia, Jean-Hugues Anglade como Carlos IX de Francia y Virna Lisi como Catalina de Médicis. También contó con Asia Argento como Carlota de Sauve y Miguel Bosé como Enrique I de Guisa.
La película fue rodada en Francia y Portugal durante más de seis meses en 1993. A pesar de ciertas críticas, logró reunir a más de dos millones de espectadores en los cines franceses durante 1994, constituyendo así el éxito de público más importante de las películas de su director.
Además, fue ganadora de cinco Premios César y, en el Festival de Cannes, ganó el premio a la mejor actriz (para Virna Lisi) y el premio del jurado. También fue nominada en los Premios Óscar por mejor vestuario.

## Sinopsis
Isabelle Adjani es Margarita de Valois, conocida como Margot, hija del difunto rey de Francia Enrique II y Catalina de Médicis (Virna Lisi), una católica maquinadora del poder. Si bien Margot está excluida de ascender al trono a causa de la Ley Sálica, su casamiento con un príncipe protestante, que tiene lugar a finales del siglo XVI, brinda una oportunidad de reconciliación religiosa durante el reinado de su hermano, el neurótico e hipocondríaco rey Carlos IX (Jean-Hugues Anglade), en una época en que los católicos estaban disputando el control del país con los protestantes de Francia (los hugonotes). Catalina decide tener un gesto de buena voluntad con los protestantes, y ofrece la mano de Margot a  Enrique de Navarra (Daniel Auteuil), un hugonote prominente, pero, al mismo tiempo, maquina llevar a cabo, días después de la boda, la masacre que será conocida como Matanza de San Bartolomé de 1572, en la que son asesinados miles de protestantes. El casamiento se consuma pero Margot no ama a Enrique y comienza un apasionado romance con el soldado La Môle (Vincent Perez), que también es protestante y proviene de una familia acomodada. Numerosos asesinatos por envenenamiento se suceden, al multiplicarse las intrigas en la corte y el complot de la malévola reina Catalina para que su hijo y hermano de Margot, el futuro Enrique III (Pascal Greggory) ascienda al trono, que amenaza las vidas de La Môle, Margot y Henri.

## Reparto
- Isabelle Adjani: Margarita de Valois conocida como « la Reina Margot »
- Daniel Auteuil: Enrique IV de Francia
- Jean-Hugues Anglade: Carlos IX de Francia
- Vincent Perez: La Môle
- Virna Lisi: Catalina de Médicis
- Dominique Blanc: Enriqueta de Cléveris
- Pascal Greggory: Enrique III
- Claudio Amendola (voz en francés : Richard Bohringer[2]) : Annibal de Coconas
- Miguel Bosé: Enrique I de Guisa
- Asia Argento: Carlota de Sauve
- Julien Rassam: Francisco de Anjou
- Thomas Kretschmann: Nançay
- Jean-Claude Brialy: Gaspar de Coligny
- Jean-Philippe Écoffey: Enrique I de Borbón-Condé

## Contexto histórico

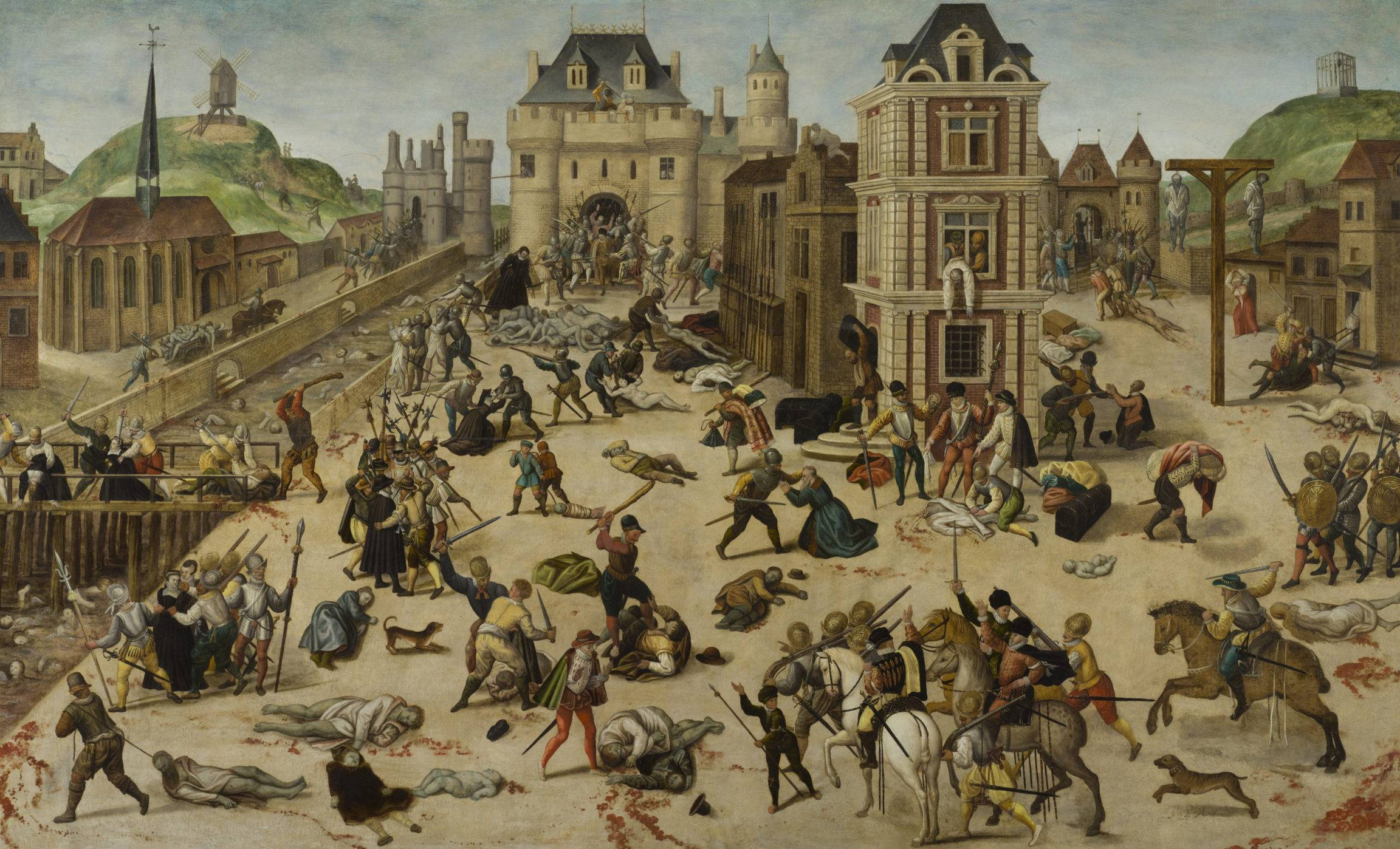
Representación de la matanza de San Bartolomé según François Dubois (Museo Cantonal de Bellas Artes de Lausana).

### Masacre de San Bartolomé
La masacre de San Bartolomé marca un paroxismo de violencia en las guerras de religión francesas. Durante tres días, los católicos atacaron las casas de los protestantes en París y dieron muerte a unas 4 000 personas. Los disturbios se extendieron entonces a otras regiones durante varias semanas. Los historiadores estiman que entre 10 000 y 30 000 personas perdieron la vida como resultado de los ataques.
Las tensiones religiosas disminuyeron unos años después con la promulgación del Edicto de Nantes (1598), un edicto de tolerancia que pretendía poner fin a las guerras de religión en Francia concediendo a los protestantes derechos religiosos, políticos y civiles. Una tregua efímera: los problemas se reanudaron y el edicto fue revocado finalmente por Luis XIV en 1685.

### Afluencia de refugiados
Las tensiones religiosas en Francia tuvieron un impacto directo en Suiza a través de la afluencia de refugiados. Los enfrentamientos del siglo XVI y las matanzas del día de San Bartolomé provocaron un primer éxodo de los protestantes de Francia (hugonotes), en el marco de un "primer refugio".
Debido a su proximidad lingüística, religiosa y geográfica, esta primera oleada de refugiados solía hacer escala en Ginebra, calificada entonces como "ciudad de refugio". Según el Diccionario Histórico de Suiza, la ciudad de Calvino dio cobijo a cerca de 8 000 refugiados entre 1549 y 1587; unos 3 000 de ellos se establecieron de forma permanente, lo que supuso el 30% de la población de Ginebra en aquella época.
Pero esta oleada de refugiados no fue más que un anticipo de aquella que se produjo el siglo siguiente. La revocación del Edicto de Nantes indujo el éxodo de unos 200 000 hugonotes a las zonas protestantes de Europa. Los historiadores estiman que unos 60 000 de ellos pasaron por Suiza como parte del llamado "segundo refugio" o "gran refugio" y que 20 000 se asentaron en ella de forma permanente.
El fujo de refugiados tras la revocación del Edicto de Nantes puede calificarse de masivo. Por ejemplo, Schaffhausen vio pasar a más de 26 000 refugiados en diez años y en 1687, la ciudad tenía 9 000 refugiados hugonotes y 5 000 habitantes locales.

## Producción
El rodaje tuvo lugar del 10 de mayo al 3 de diciembre de 1993. La boda de Enrique IV de Francia y Margarita de Valois se filmó en la Basílica de Saint-Quentin en Aisne, las catedrales de Notre-Dame de París y Notre-Dame de Reims estaban demasiado ocupadas. Algunas escenas están rodadas en París en el distrito 4 (catedral Notre-Dame de París, Parvis Notre-Dame - Place Jean-Paul-II e Ile de la Cité).
La mayor parte de la película transcurre en el Louvre (galerías, pasillos, dormitorios, sótanos, patios, jardines, etc.). La reconstrucción de las escenas no se realiza en estudio, sino que se rueda en diferentes lugares de Francia: Burdeos (Gironde), el antiguo colegio de los jesuitas en Reims, el bosque de Compiègne y Senlis (Oise), el castillo de Maulnes en Cruzy-le-Châtel (Yonne), Rambouillet (Yvelines), Nanterre (Hauts-de-Seine), así como los Estudios Éclair en Épinay-sur-Seine (Sena-Saint-Denis).
Otras escenas se filmaron en Portugal, más precisamente en el Palacio Nacional de Mafra ubicado en la región de Lisboa.
La pieza de órgano de la escena de la boda entre Enrique de Navarra y Margarita de Valois está grabada por Pierre Pincemaille en el órgano de la basílica de Saint-Denis.
La película se inspira tanto en el teatro y la literatura como en la pintura (Francisco de Goya, Théodore Géricault, Eugène Delacroix, Francis Bacon), también busca estar en la línea del cine de autor de decadencia, como las películas Macbeth de Orson Welles, Hamlet de Laurence Olivier, Los Malditos de Luchino Visconti o incluso Aguirre, la ira de Dios de Werner Herzog.

## Banda sonora
La banda sonora de la película fue compuesta por el compositor nacido en Sarajevo, Goran Bregović . Como la mayor parte del trabajo de Bregović, las melodías de la banda sonora están fuertemente influenciadas por la tradición de la música folclórica balcánica. Además, Bregović renovó algunos de sus trabajos anteriores mientras era el líder de la banda de rock yugoslava Bijelo dugme .

### Lista de canciones
1. "Elo Hi (Canto Nero)" (con Ofra Haza) - basada en Kada odem, kad me ne bude (coros) por Bijelo Dugme
2. "Rondinella" (con Zdravko Čolić)
3. "La Nuit De La Saint Barthélémy" (con Zdravko Čolić)
4. "Le Matin" (con Vasilisa)
5. "Lullaby"
6. "Ruda Neruda" (con Zdravko Čolić)
7. "U te sam se zaljubija"
8. "La Chasse"
9. "Margot"
10. "Rencontre"
11. "Marguerite De Valois Et Henri De Navarre"
12. "Le Mariage"
13. "La Nuit" (con Dusan Prelevic) - basada en Ružica por Bijelo Dugme
14. "Elo Hi" (con Ofra Haza)

## Lanzamiento

### Estreno
La película se estrenó el 13 de mayo de 1994 en el Festival de Cine de Cannes de 1994 y también se estrenó a nivel nacional en Francia el mismo día. La versión mostrada en Cannes y para la función teatral francesa tuvo una duración de 162 minutos.
Para el estreno norteamericano de la película, el distribuidor estadounidense de la película, Miramax, eligió comercializar la película como un drama de época tradicional , con énfasis en el romance entre Margot y La Môle. Se cortaron quince minutos de la versión de Chéreau y se reinsertó una escena eliminada de Margot y La Môle envuelta en una capa roja. Esta versión se proyectó en cines fuera de Francia y luego en video. Miramax también cambió la imagen del cartel; el estadounidense presenta la escena de la capa roja de la pareja de amantes, en contraste con el cartel francés que muestra a una Margot sorprendida con un vestido blanco salpicado de sangre. La película recaudó más de 1,29 millones de dólares en Estados Unidos en 1994.
La versión original de larga duración estuvo disponible durante un período limitado en el Reino Unido en VHS en una caja de edición de coleccionista en 1995, pero todos los lanzamientos posteriores hasta el relanzamiento en blu-ray en 2014 utilizaron el corte más corto de 145 minutos. La portada del DVD europeo de la Región 2 también utiliza el póster original.
| Fechas de estreno (Fuente: IMDb). |                                                                 |                 |                                                            |
| País                              | Fecha de estreno                                                | País            | Fecha de estreno                                           |
| Francia                           | 13 de mayo de 1994 Festival de Cine de Cannes                   | Canadá          | 17 de junio de 1994 Montreal                               |
| Italia                            | 26 de agosto de 1994                                            | Alemania        | 29 de septiembre de 1994                                   |
| Brasil                            | 30 de septiembre de 1994 Festival de Río de Janeiro             | Turquía         | 7 de octubre de 1994                                       |
| Polonia                           | 22 de noviembre de 1994                                         | Estados Unidos  | 9 de diciembre de 1994                                     |
| Portugal                          | 23 de diciembre de 1994                                         | Reino Unido     | 13 de enero de 1995                                        |
| España                            | 3 de febrero de 1995                                            | Japón           | 11 de febrero de 1995                                      |
| Australia                         | 11 de mayo de 1995                                              | Países Bajos    | 15 de junio de 1995                                        |
| Suecia                            | 15 de septiembre de 1995                                        | Dinamarca       | 13 de octubre de 1995                                      |
| Argentina                         | 26 de octubre de 1995                                           | Finlandia       | 26 de febrero de 1995                                      |
| Hungría                           | 2008 de agosto de 2003                                          | Grecia          | 21 de noviembre de 2005                                    |
| Serbia                            | 27 de febrero de 2009 Festival de Belgrado                      | República Checa | julio de 2009 Festival de Cine de Karlovy Vary             |
| Estados Unidos                    | 4 de mayo de 2014 Relanzamiento en el Festival de San Francisco | Taiwán          | 14 de octubre de 2022 Relanzamiento con versión restaurada |

### Taquilla
La película recaudó 12,7 millones de francos franceses (2,2 millones de dólares) en sus primeros cinco días en Francia. La semana siguiente fue la película número uno en Francia tras pasar de 248 a 428 pantallas.  La película tuvo un total de 2.002.915 entradas en Francia,  con una recaudación bruta de 12,26 millones de dólares. En Italia, la película recaudó más de $2 millones.  En los Estados Unidos y Canadá, la película recaudó $2,017,346 en un estreno teatral limitado. Tuvo 260.000 entradas en Alemania con una recaudación bruta de 1,33 millones de dólares  y 530.800 entradas en Argentina. Fue la película en idioma no inglés más taquillera en el Reino Unido durante 1995 con una recaudación bruta de £ 635,711 ($ 980,000). En Australia recaudó $890,000. A nivel mundial, ha recaudado más de $ 20 millones de dólares.

## Recepción

### Crítica
La película obtuvo mayormente críticas positivas a nivel internacional. Ángel Fernández Santos de Diario El País expresó; "En La reina Margot, el guión de Danièle Thompson es una perfecta composición coral con diálogos de gran riqueza y fuerza; la puesta en escena de Patrice Chéreau es un alarde de ritmo febril y de austero rigor trágico; y la interpretación es un engarce sin fisuras entre una veintena de rostros que absorben la luz de la estrella Isabelle Adjani y la convierten en una más del conjunto, lo que es el signo del gran cine. Es una obra extraordinariamente ambiciosa y dificilísima de construir y más aún de mantener en pie sin caer en el ridículo. Pero se mantiene en pie con nobleza. No se perciben desfallecimientos en sus dos horas y media largas de duración. Comienza -en clave de tragedia romántica, pues procede del desmelenado novelón de Alejandro Dumas, un folletín tremendista donde los haya- en la cresta de la ola, y sigue creciendo en intensidad hasta el alivio del respiro final. No da tregua al espectador: el matemático engarce recíproco de sus muchos elementos no lo permiten. Es un chorro de elocuencia visual y dramática del que uno no quiere perderse ni una imagen, ni una palabra."
Roger Ebert expresó; " La película fue una producción francesa prestigiosa y de gran presupuesto, y se predijo ampliamente que ganaría un premio a la mejor actriz para Isabelle Adjani , quien hace un trabajo asombroso al interpretar a la sexualmente insaciable Margot en muchas edades y etapas de vestimenta. Cuando el jurado del Festival de Cannes dio perversamente el premio en cambio a Virna Lisi , por su trabajo como la madre de Margot, fue casi como un insulto: se pasó por alto a la estrella por el actor de reparto. Cuando la película se estrenó en Nueva York, los anuncios mencionan su Premio Especial del Jurado pero deliberadamente no mencionan el premio para Lisi.
Estaba claro en Cannes que "La reina Margot" iba a ser un viaje lento para el público norteamericano, y Miramax ha hecho todo lo posible para que la experiencia sea más fácil. La película ha sido recortada a 143 minutos aún más que adecuados, y comienza con varias pantallas de antecedentes históricos, tan prolijas que algunas audiencias pueden sentirse intimidadas incluso antes de la primera toma. El director, Patrice Chereau , seguro de que su público francés conoce a sus personajes también, digamos, como los estadounidenses conocen a los cabezas de cartel de Woodstock, quiere transmitir la atmósfera de una corte donde el matrimonio era un arma política, católicos y protestantes se enfrentaban. cuellos, y el asistente más útil fue el Envenenador Real.
Scott Tobias de "The Dissolve" elogió a Isabelle Adjani por retratar a Margot "como una figura de complejidad moral y emocional prismática, a veces agresiva y aparentemente imprudente en la búsqueda de sus intereses románticos y sexuales, y en otras astuta y astuta en el papel de medio de dos bandos en conflicto". Señaló que sus "figuras de actuación desinhibidas en el enfoque de la historia de Chéreau, que no podrían estar más lejos de la reserva decorosa y la pompa de otras epopeyas de vestuario similares". Hoberman de The New York Times escribió que Virna Lisi "ofrece una actuación desgarradora como la venenosa Reina Madre". Robert Abele de Los Angeles Times escribió: "La animada adaptación de Chéreau y la guionista Danièle Thompson de la novela de Alexandre Dumas sigue siendo un modelo de historia agitada y combustible, en la que la prodigalidad del período y la energía interpretativa no se excluyen mutuamente. Espléndidamente actuada y tensamente ejecutado.
Pedro Antonio Urbina de "acEprensa" expresó : "No ha querido la guionista, Danièle Thompson, ni el director, Patrice Chéreau, hacer un fiel relato histórico, sino tomar pie de hechos y personas reales y recrear un mundo interior, adaptando las obras de Dumas, Dreville, H. Mann y Marlowe. Se subraya y condensa una psicología, unas pasiones, con trazos certeros y rápidos, colores precisos y fuertes, que dan la impresión de verdad, de resumido juicio, no de una época, sino de la maldad del hombre de todo tiempo. La reina Margot queda como una obra redonda, cerrada, bien ensamblada. Con su vertiginoso ritmo de imágenes, su movido colorismo pictórico, no escatima brutalidad sexual, irracional violencia, espasmódicos altos de aberraciones y sangre, junto a tiempos blancos, de silencio, de serena belleza".

### Premios y nominaciones

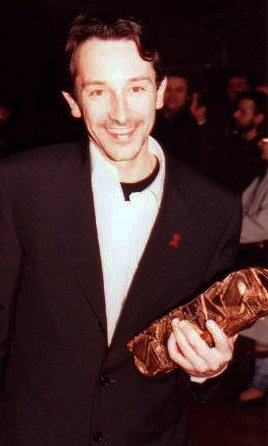
El actor Jean-Hugues Anglade en la ceremonia de los Premios César de 1995 en dónde ganó como Mejor Actor de Reparto por su interpretación.

La película ganó el Premio del Jurado y el Premio a la Mejor Actriz en el Festival de Cine de Cannes de 1994 , donde además se estrenó  , pero perdió en la competencia  para obtener la Palma de Oro ante Pulp Fiction de Quentin Tarantino. El jurado de la selección oficial (la actriz francesa Catherine Deneuve era la presidenta) decidió que el reconocimiento a la mejor actriz no era para Isabelle Adjani, sino para Virna Lisi, quien fue homenajeada por su papel de la tiránica Catalina de Medici. Lisi también recibió el Nastro d'Argento a la mejor actriz de reparto en 1995.
En los Premios César de Francia en 1995, el drama de época de Patrice Chéreau fue la favorita con doce nominaciones, compitiendo entre otros con el drama Three Colors: Red de Krzysztof Kieślowski y el thriller Léon, El Profesional de Luc Besson . La película fue la película más exitosa de la velada con cinco galardones, pero fue derrotada en la categoría de mejor película. Mientras tanto, Adjani obtuvo su cuarto César a la Mejor Actriz, convirtiéndola en la actriz con más premios por interpretación, récord no superado hasta la actualidad. 
| Lista de reconocimientos    | Lista de reconocimientos               | Lista de reconocimientos           | Lista de reconocimientos |
| Premio / Festival de Cine   | Categoría                              | Nominado/a                         | Resultado                |
| --------------------------- | -------------------------------------- | ---------------------------------- | ------------------------ |
| Premios Oscar               | Mejor Diseño de Vestuario              | Moidele Bickel                     | Nominada                 |
| Golden Globe Awards         | Mejor película extranjera              | Francia                            | Nominada                 |
| Nastro d'Argento            | Mejor Actriz de Reparto                | Virna Lisi                         | Ganadora                 |
| British Academy Film Awards | Mejor película extranjera              | Patrice Chéreau & Pierre Grunstein | Nominados                |
| Cannes Film Festival        | Palme d'Or                             | Patrice Cheréau                    | Nominado                 |
| Cannes Film Festival        | Premio del jurado                      | Patrice Cheréau                    | Ganadora                 |
| Cannes Film Festival        | Mejor Actriz                           | Virna Lisi                         | Ganadora                 |
| David di Donatello          | Mejor Actriz de Reparto                | Virna Lisi                         | Nominada                 |
| David di Donatello          | Mejor vestuario                        | Moidele Bickel                     | Nominada                 |
| Premios César               | Mejor película                         | Patrice Chéreau                    | Nominado                 |
| Premios César               | Mejor director                         | Patrice Chéreau                    | Nominado                 |
| Premios César               | Mejor Actriz                           | Isabelle Adjani                    | Ganadora                 |
| Premios César               | Mejor Actor de Reparto                 | Jean-Hugues Anglade                | Ganador                  |
| Premios César               | Mejor Actriz de Reparto                | Dominique Blanc                    | Nominada                 |
| Premios César               | Mejor Actriz de Reparto                | Virna Lisi                         | Ganadora                 |
| Premios César               | Mejor guion adaptado                   | Patrice Chéreau & Danièle Thompson | Nominados                |
| Premios César               | Mejor Fotografía                       | Philippe Rousselot                 | Ganador                  |
| Premios César               | Mejor Vestuario                        | Moidele Bickel                     | Ganadora                 |
| Premios César               | Mejor Montaje                          | François Gédigier & Hélène Viard   | Nominados                |
| Premios César               | Mejor música escrita para una película | Goran Bregovic                     | Nominado                 |
| Premios César               | Mejor diseño de producción             | Richard Peduzzi & Olivier Radot    | Nominados                |